# Belfast Giants
I Belfast Giants sono una squadra di hockey su ghiaccio di Belfast, Irlanda del Nord, che milita nella Elite Ice Hockey League. Le partite casalinghe sono giocate alla SSE Odyssey Arena di Belfast.
Inizialmente membri della ora defunta Superleague, i Giants vinsero il campionato 2001-02 e furono i campioni dei play-off 2002-03. Con la fine della Superleague i Giants si trovarono ad affrontare gravi problemi finanziari, con un debito di 600.000 sterline e la minaccia di finire in liquidazione.
Con la creazione della Elite Ice Hockey League (EIHL) nella stagione 2003-04, i Giants sopravvissero e finirono al 4º posto. L'anno seguente furono finalisti, perdendo contro i Coventry Blaze, e furono finalisti nella Cross-over League Cup, con le squadre della British National League.
Nel 2005 i Giants riuscirono nell'impresa di mettere sotto contratto la stella della NHL e campione olimpico Theo Fleury. Al suo debutto contro gli Edinburgh Capitals i Giants vinsero 11-2, con tripletta di Fleury e quattro assist. Altri giocatori ex-NHL hanno militato nella squadra di Belfast: Paul Kruse, Jason Ruff, Paxton Schulte e Jason Bowen.

## Giocatori

### Numeri di maglia ritirati
- 11  Colin Ward
- 27  Paxton Schulte

### Ex giocatori molto celebri
- 14  Theoren Fleury

### Capitani
- 2000-02 Jeff Hoad
- 2002-03 Paul Kruse
- 2003-04 Jason Ruff
- 2004-05 Shane Johnson
- 2005-Pres. George Awada

## Allenatori
- 2000-03 Dave Whistle
- 2003-04 Rob Stewart
- 2004-05 Tony Hand
- 2005-08 Ed Courtenay
- 2008-Pres. Steve Thornton

## Migliori marcatori
Note: GP = Partite giocate, G = Goal, A = Assist, Pts = Punti
| Giocatore      | POS | GP  | G   | A   | Pts |
| -------------- | --- | --- | --- | --- | --- |
| George Awada   | RW  | 298 | 136 | 157 | 293 |
| Jason Ruff     | LW  | 194 | 100 | 145 | 245 |
| Todd Kelman    | D   | 419 | 73  | 141 | 214 |
| Shane Johnson  | D   | 437 | 52  | 136 | 188 |
| Ed Courtenay   | RW  | 125 | 58  | 129 | 187 |
| Curt Bowen     | LW  | 219 | 84  | 103 | 187 |
| Paxton Schulte | RW  | 233 | 81  | 101 | 182 |
| Colin Ward     | LW  | 233 | 84  | 93  | 177 |
| Curtis Huppe   | RW  | 144 | 82  | 91  | 173 |
| Kevin Riehl    | C   | 177 | 61  | 112 | 173 |